# Heliura viridicingulata
Heliura viridicingulata är en fjärilsart som beskrevs av Rothschild 1912. Heliura viridicingulata ingår i släktet Heliura och familjen björnspinnare. Inga underarter finns listade i Catalogue of Life.